# Куп победника купова у фудбалу 1961/62.
Куп победника купова у фудбалу је клупско фудбалско такмичење које се у сезони 1961/62 одржало други пут. Број учесника у односу на прво се повећао на 23 земље.
Играло се по куп систему по две утакмице од предтакмичења до финала. Од ове сезоне у финалу се играла само једна утакмица. У случају нерешеног резултата у финалу играла се нова утакмица.
Да би се добило 16 екипа за осмину финала, жребом је одређено седам парова у предтакмичењу. Победници тих мечева су са још девет екипа играли у осмини финала.

## Резултати

### Предтакмичење
| Меч | Клуб                | Држава        | укупан рез. | Држава          | Клуб                    | 1. утак. | 2. утак. |
| --- | ------------------- | ------------- | ----------- | --------------- | ----------------------- | -------- | -------- |
| 1   | Свонси Таун, Свонси | Велс          | 3—7         | Источна Немачка | Мотор Јена              | 2-2      | 1-5      |
| 2   | Шо-де-фон           | Швајцарска    | 6—7         | Португалија     | Леиксоес                | 6-2      | 0-5      |
| 3   | Гленавон            | Северна Ирска | 2—7         | Енглеска        | Лестер сити,            | 1-4      | 1-3      |
| 4   | Седан               | Француска     | 3—7         | Шпанија         | Атлетико Мадрид         | 2-3      | 1-4      |
| 5   | Рапид Беч, Беч      | Аустрија      | 5—2         | Бугарска        | Спартак Варна, Варна    | 0-0      | 5-2      |
| 6   | Флоријана           | Малта         | 4—15        | Мађарска        | Ујпешт Дожа, Будимпешта | 2-5      | 2-10     |
| 7   | Данфирмлин          | Шкотска       | 8—1         | Ирска           | Сент Патрик, Даблин     | 4-1      | 4-0      |

## Осмина финала
| Меч | Клуб                | Држава          | укупан рез. | Држава       | Клуб                    | 1. утак. | 2. утак. |
| --- | ------------------- | --------------- | ----------- | ------------ | ----------------------- | -------- | -------- |
| 1   | Мотор Јена Јена     | Источна Немачка | 9—2         | Португалија  | Леиксоес                | 7-0      | 2-2      |
| 2   | Леиксоес            | Португалија     | 2—1         | Румунија     | Прогресул, Букурешт     | 6-2      | 0-5      |
| 3   | Вердер Бремен       | Западна Немачка | 5—3         | Данска       | Архус                   | 2-0      | 3-2      |
| 4   | Лестер сити         | Енглеска        | 1—3         | Шпанија      | Атлетико Мадрид         | 1-1      | 0-2      |
| 5   | Олимпијакос Пиреј   | Грчка           | 2—4         | Чехословачка | Динамо Жилина, Жилина   | 2-3      | 0-1      |
| 6   | Фиорентина, Фиренца | Италија         | 9—3         | Аустрија     | Рапид Беч, Беч          | 3-1      | 6-2      |
| 7   | Ајакс               | Холандија       | 3—4         | Мађарска     | Ујпешт Дожа, Будимпешта | 2-1      | 2-3      |
| 8   | Данфирмлин          | Шкотска         | 5—2         | СФРЈ         | Вардар, Скопље          | 5-0      | 0-2      |

## Четвртфинале
| Меч | Клуб                    | Држава          | укупан рез. | Држава      | Клуб                | 1. утак. | 2. утак. |
| --- | ----------------------- | --------------- | ----------- | ----------- | ------------------- | -------- | -------- |
| 1   | Мотор Јена Јена         | Источна Немачка | 4—2         | Португалија | Леиксоес, Матозињош | 1-1      | 3-1      |
| 2   | Вердер Бремен           | Западна Немачка | 2—4         | Шпанија     | Атлетико Мадрид     | 1:1      | 1:3      |
| 3   | Динамо Жилина, Жилина   | Чехословачка    | 3—4         | Италија     | Фиорентина, Фиренца | 3-2      | 0-2      |
| 4   | Ујпешт Дожа, Будимпешта | Мађарска        | 5—3         | Шкотска     | Данфирмлин          | 4-3      | 1-0      |

## Полуфинале
| Меч | Клуб                | Држава          | укупан рез. | Држава   | Клуб            | 1. утак. | 2. утак. |
| --- | ------------------- | --------------- | ----------- | -------- | --------------- | -------- | -------- |
| 1   | Мотор Јена Јена     | Источна Немачка | 0—5         | Шпанија  | Атлетико Мадрид | 0-1      | 0-4      |
| 2   | Фиорентина, Фиренца | Италија         | 3—0         | Мађарска | Ујпешт Дожа     | 2:0      | 1:0      |

## Финале
| Меч | Датум   | Место   | Клуб                | Држава  | укупан рез. | Држава  | Клуб            |
| --- | ------- | ------- | ------------------- | ------- | ----------- | ------- | --------------- |
| 1   | 10. мај | Глазгов | Фиорентина, Фиренца | Италија | 1—1         | Шпанија | Атлетико Мадрид |

## Поновљена финална утакмицае
| Меч | Датум        | Место    | Клуб            | Држава  | укупан рез. | Држава  | Клуб                |
| --- | ------------ | -------- | --------------- | ------- | ----------- | ------- | ------------------- |
| 1   | 5. септембар | Штутгарт | Атлетико Мадрид | Шпанија | 3—0         | Италија | Фиорентина, Фиренца |

| Освајач Купа победника купова у фудбалу 1961/62 |
| ----------------------------------------------- |
| Атлетико Мадрид 1. Титула                       |

## Финале (Детаљи)
| 1. екипа                                             | Резултат | 2. екипа |
| ---------------------------------------------------- | --- | --- |
| Атлетико Мадрид, Мадрид                              | 1—1 (1:1) | Фиорентина, Фиренца |
| Датум                                                | 10. мај, 1962. | 10. мај, 1962. |
| Стадион                                              | Хемден Парк, Глазгов | Хемден Парк, Глазгов |
| Гледалаца                                            | 27.000 | 27.000 |
| Судија                                               | Томас Вартон (Шкотска) | Томас Вартон (Шкотска) |
| ФК Атлетико Мардид (тренер : Хозе Виљалонга Љоренте) | Edgardo Madinabeytia – Feliciano Rivilla, Isacio Calleja García, Рамиро Родригез Валенте, Antonio Chuzo, Jesús Glaría Jordán, Miguel Jones, Аделардо Родригез, José de Mendoça, Joaquín Peiró, Енрике Колар (капитен) | Edgardo Madinabeytia – Feliciano Rivilla, Isacio Calleja García, Рамиро Родригез Валенте, Antonio Chuzo, Jesús Glaría Jordán, Miguel Jones, Аделардо Родригез, José de Mendoça, Joaquín Peiró, Енрике Колар (капитен) |
| ФК Фиорентина (тренер : Фелучо Валцареги)            | Енрико Албертози - Енцо Роботи, Серђо Кастелети, Малатрози; Алберто Орцан (капитен), Маркези; Курт Хамрин, Ферети, Луиђи Милани, Дал-Анђело, Ђанфранко Петрис                                                         | Енрико Албертози - Енцо Роботи, Серђо Кастелети, Малатрози; Алберто Орцан (капитен), Маркези; Курт Хамрин, Ферети, Луиђи Милани, Дал-Анђело, Ђанфранко Петрис                                                         |
| Стрелци                                              | 1-0 Peiro 11¹ 1-1 Hamrin 27‘ | 1-0 Peiro 11¹ 1-1 Hamrin 27‘ |

## Поновљена утакмица (Детаљи)
| 1. екипа                                             | Резултат | 2. екипа |
| ---------------------------------------------------- | --- | --- |
| Атлетико Мадрид, Мадрид                              | 3—0 (2:1) | Фиорентина Фиренца |
| Датум                                                | 5. септембар, 1962. | 5. септембар, 1962. |
| Стадион                                              | Некерстадион, Штутгарт | Некерстадион, Штутгарт |
| Гледалаца                                            | 38.000 | 38.000 |
| Судија                                               | Kurt Tschenscher (Немачка) | Kurt Tschenscher (Немачка) |
| ФК Атлетико Мардид (тренер : Хозе Виљалонга Љоренте) | Edgardo Madinabeytia – Feliciano Rivilla, Isacio Calleja García, Рамиро Родригез Валенте, Jorge Griffa, Jesús Glaría Jordán, Miguel Jones, Аделардо Родригез, José de Mendoça, Joaquín Peiró, Енрике Колар (капитен) | Edgardo Madinabeytia – Feliciano Rivilla, Isacio Calleja García, Рамиро Родригез Валенте, Jorge Griffa, Jesús Glaría Jordán, Miguel Jones, Аделардо Родригез, José de Mendoça, Joaquín Peiró, Енрике Колар (капитен) |
| ФК Фиорентина (тренер : Фелучо Валцареги)            | Енрико Албертози - Енцо Роботи, Серђо Кастелети, Малатрози; Алберто Орцан (капитен), Маркези; Курт Хамрин, Ферети, Луиђи Милани, Дал-Анђело, Ђанфранко Петрис                                                        | Енрико Албертози - Енцо Роботи, Серђо Кастелети, Малатрози; Алберто Орцан (капитен), Маркези; Курт Хамрин, Ферети, Луиђи Милани, Дал-Анђело, Ђанфранко Петрис                                                        |
| Стрелци                                              | 1-0 Jones 8‘, 2-0 Mendonca 27‘, 3-0, Peiro 59‘ | 1-0 Jones 8‘, 2-0 Mendonca 27‘, 3-0, Peiro 59‘ |